# Lerwick
Lerwick (/ ˈlɛrɪk /; nòrdic antic: Leirvik; norn: Larvik) és la principal ciutat i port de les illes Shetland, Escòcia. Lerwick, l'únic burgh de les Shetland, tenia 6,880 habitants el 2016.
Lerwick està situada a la costa est de l'illa de Mainland, i a 200 km de la costa nord de l'Escòcia continental. Lerwick es troba a 340 km nord-nord-est d'Aberdeen; a 357 km a l'oest del port de Bergen, a Noruega; i a 367 km al sud-est de Tórshavn, a les illes Fèroe. És la ciutat situada més al nord i a l'est de tot Escòcia.

## Etimologia
Lerwick és un nom amb arrels en al nòrdic antic i el seu descendent local, el norn, que es va parlar a les Shetland fins a mitjan segle XIX. El nom Lerwick significa "badia d'argila". El nom noruec corresponent és Leirvik, leir significa "argila" i vik "badia" o "entrada". Hi ha ciutats amb noms similars al sud-oest de Noruega (Leirvik, Lervik) i a les Illes Fèroe (Leirvík).

## Història
Les evidències de presència humana a la zona de Lerwick es remunten al Neolític (4000-2500 aC) i a l'edat del bronze (2500-800 aC). Aquesta presència es coneix gràcies als registres paleoambientals d’activitat humana i la recuperació d’artefactes, com ara un cap d'una estral de pedra que la van trobar submergida al Bressay Sound, l'estret que separa les illes de Mainland i Bressay. Existia un assentament de l'edat del ferro (800 aC - 800 dC) al Clickimin Broch, que es va construir el 400 aC.

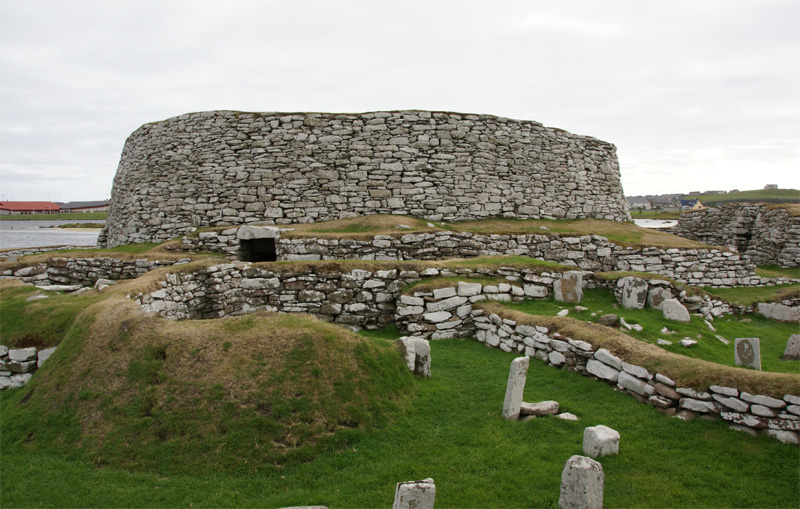
Clickimin Broch.

El primer assentament conegut com a Lerwick es va fundar al segle XVII com a port marítim d'arengada i peix blanc que comercialitzaven amb la flota pesquera holandesa. Aquest assentament es trobava al costat oest del Bressay Sound, en un port natural amb entrades pel sud i pel nord entre l'illa de Mainland i l'illa de Bressay. Les barraques de fusta que conformaven Lerwick en els seus inicis es van cremar dues vegades: una va ser al segle XVII en mans dels residents de Scalloway, a la banda occidental de l'illa, llavors capital de les Shetland, que desaprovaven les activitats immorals i les borratxeres dels pescadors i mariners que s'hi aplegaven; la segona va ser el 1702 en mans de la flota francesa.
El fort Charlotte es va construir a mitjan segle XVII al passeig marítim de Lerwick i es van començar a erigir edificis permanents de pedra al voltant del fort i al llarg de la costa. La principal concentració d'edificis es trobava a la zona dels "carrils": un costerut pendent que anava de la línia de costa fins a Hillhead, a la part superior. Lerwick es va convertir en capital de les illes Shetland el 1708, prenent la funció que havia exercit fins llavors Scalloway. La parròquia civil de Lerwick havia estat creada el 1701 a partir d'una petita part de la parròquia de Tingwall, a la qual encara avui pertany Scalloway. Quan Lerwick va esdevenir més pròspera a través del comerç marítim i la indústria pesquera durant el segle xix, la ciutat es va expandir el 1891 cap a l'oest de Hillhead, incloent així les antigues parròquies civils de Gulberwick i Quarff, i la parròquia de les illes de Burra. L'ajuntament de Lerwick es va construir durant aquest període d'expansió.
El memorial de guerra de Lerwick data del 1923 i va ser dissenyat per Sir Robert Lorimer. El següent període d'expansió significativa va ser durant el boom del petroli del mar del Nord dels anys setanta, quan es van construir grans urbanitzacions al nord de Staney Hill (situat a Lerwick) i al sud (Nederdale i Sandveien).

## Clima
Lerwick té un clima oceànic (Cfb) al límit d'un clima oceànic subpolar (Cfc) amb temperatures de fresques a fredes durant tot l'any. La manca d’arbres reflecteix la influència d'aquest darrer tipus de clima. Això es manifesta particularment a causa que Lerwick es troba a la costa d'una illa, de manera que fins i tot els registres temperatures extremes és moderatː la temperatura màxima rècord se situa en només 23,4 ° C (74,1 ° F) (juliol de 1991) i la mínima rècord a només -8,9 ° C (16,0 ° F) (gener de 1952 i gener de 1959).

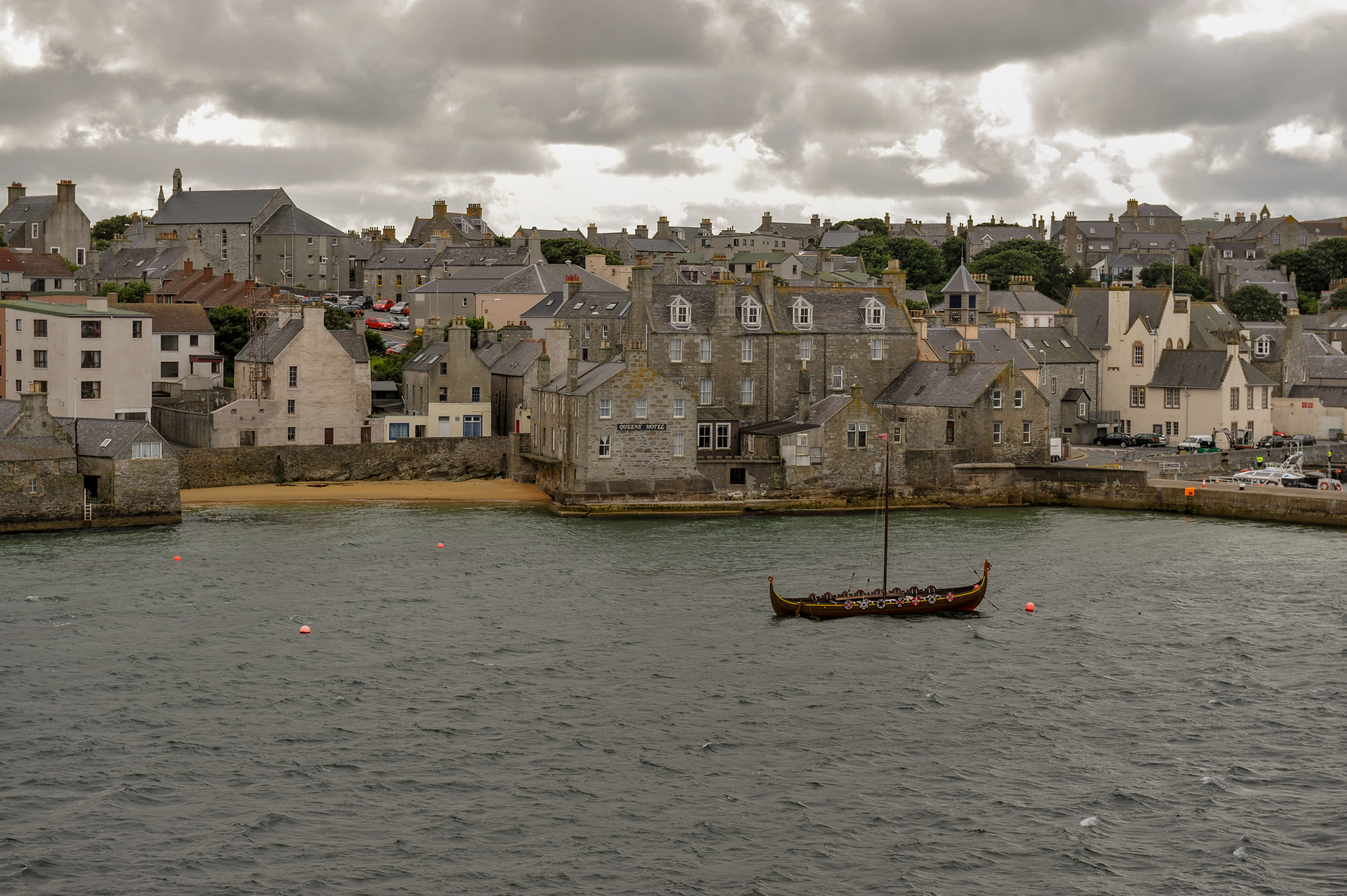
Lerwick en un dia d'agost.

Lerwick també és una ciutat molt ennuvolada, amb una mitjana de 1.110 hores de sol anuals. Febrer és el mes més fred, amb temperatures màximes que ronden els 5,5 ° C (41,9 ° F). A l’agost, el mes més càlid, les temperatures mitjanes més altes s'acosten als 14,5 ° C (58,1 ° F). Això produeix una diferència extremadament estreta per a una zona al nord del paral·lel 60. En termes de precipitació mitjana mensual, d’octubre a gener són els mesos més plujosos de l’any, amb més de 5,5 polzades de precipitació cada mes; El maig i el juny són els mesos més secs, amb una precipitació mitjana mensual inferior a 2,3 polzades cadascun. Es poden produir nevades, principalment de desembre a març, però l'acumulació de neu poques vegades és intensa i sol durar poc. La ubicació exposada a l’Atlàntic Nord i la proximitat a les pistes de tempestes de tardor i hivern fan que els vents forts siguin habituals, juntament amb alts nivells de nuvolositat i precipitacions. L'estació meteorològica es troba a una elevació de 82 metres, de manera que és probable que les temperatures siguin lleugerament més suaus al centre de la ciutat a nivell del mar.
Degut a la seva ubicació al nord, els mesos d'hivern són extremadament foscos a Lerwick. El dia del solstici d’hivern només rep 5 hores i 49 minuts de llum. En contrast fort, la llum de dia dura 18 hores i 55 minuts el dia del solstici d’estiu. Com a resultat, les nits mai es tornen completament fosques durant un període durant l'estiu. La influència marítima tempera els efectes climàtics d’aquests canvis a la llum del dia, però en moltes zones del món aquesta latitud té hiverns hostils. Més al nord al món, només les illes Fèroe tenen mitjanes al gener tan elevades com a Lerwick, amb els càlids corrents atlàntics que impedeixen la formació de gel. Només quan les temperatures a les zones continentals són mínimes, Lerwick experimenta més de fred, com va ser el cas del desembre de 2010 durant la forta onada de fred que va afectar les illes Britàniques i Europa que va emblanquinar gran part d’Anglaterra. Tot i així, les màximes mitjanes es van mantenir per sobre dels 3 ° C (37 ° F) i les gelades van ser lleugeres. Fins i tot els estius càlids també són extremadament rars; el mes més càlid registrat va ser el juliol del 2006, amb una mitjana màxima de 16 ° C (61 ° F).

## Transport
Lerwick compta amb l'aeroport de Tingwall, situat a pocs quilòmetres de distància, i per l'aeroport de Sumburgh, que es troba més al sud i que és operatiu tot l'any cap a algunes destinacions d'Escòcia.
NorthLink Ferries ofereix un servei diari nocturn entre Lerwick i Aberdeen, que fa escala regularment a Kirkwall a les Illes Òrcades.
El Consell de les Illes Shetland opera un servei de ferri ro-ro cap a Out Skerries i Bressay des d'una terminal al centre de la ciutat.
El servei d’autobusos local el proporciona la Regional Transport Partnership (ZetTrans) i el gestionen diversos operadors locals de serveis d’autobús. La ciutat té una estació d'autobusos, l'estació d'autobusos Viking.